# Gummagölsmåla naturreservat
Gummagölsmåla är ett naturreservat i Ronneby kommun i Blekinge län.
Reservatet är skyddat sedan 2000 och omfattar 24 hektar. Det är beläget norr om Bräkne Hoby och består av en ravin där Bräkneån rinner genom djup ravin i ett platålandskap

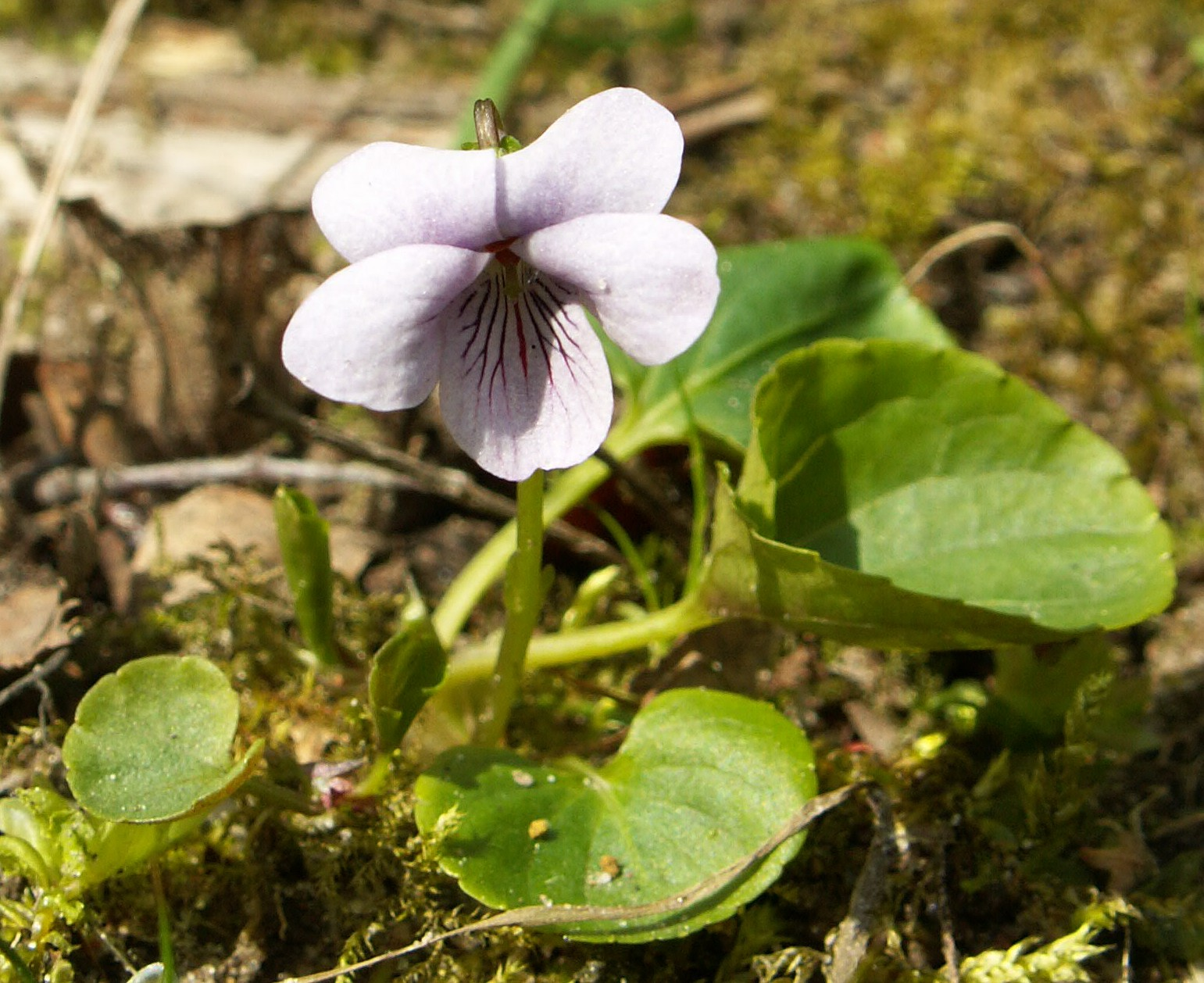
Kärrviol

Naturreservatet är beläget på åns västra sida och omfattar delar av ån och den branta skogbeklädda sluttningen. Dessutom ingår delar av platån, som präglas av gamla åker-, ängs- och betesmarker. Längs ån har Gummagölsmåla by
haft slåttermarker som senare blivit skogbeklädda. Ovanför sluttningen åt väster brukas området som betesmark och där finns röjningsrösen, hamlade lindar, askar, almar och lönnar.
Länga ån växer björk, ask, lönn, lind, gran, olvon, brakved och hassel. På igenvuxna slåttermarker och längs ån kan man finna växter som älgört, hampflockel, videört, sjöfräken, strandklo, sumpförgätmigej, kärrviol, vattenmåra, grenrör, vattenklöver, svalting, och bunkestarr. I ån kan man finna nordnäckros, gul näckros, kråkklöver, besksöta och blåsstarr. På de branta sluttningen finner man gran- och ädellövsskog där det växer ek, bok, ask, lind, lönn, oxel, sälg och avenbok.
Naturreservatet ingår i EU:s ekologiska nätverk, Natura 2000.